# Liste der Einträge im National Register of Historic Places im Walla Walla County
Diese Liste der Einträge im National Register of Historic Places im Walla Walla County enthält alle im Walla Walla County, Washington in das National Register of Historic Places eingetragenen Gebäude, Bauwerke, Objekte, Stätten oder historischen Distrikte.
Diese Liste entspricht dem Bearbeitungsstand des National Park Service/National Register of Historic Places vom 21. Oktober 2016.

## Aktuelle Auflistung
| [ 2 ] | Name                                         | Bild                                         | Eintragsdatum                 | Lage                                                                             | Ort           | Beschreibung                                                     |
| ----- | -------------------------------------------- | -------------------------------------------- | ----------------------------- | -------------------------------------------------------------------------------- | ------------- | ---------------------------------------------------------------- |
| 1     | Max Baumeister Building                      | Max Baumeister Building                      | 22. Nov. 2000 ID-Nr. 00001448 | 27 W Main 46° 3′ 59″ N, 118° 20′ 20″ W                                           | Walla Walla   | erbaut 1889                                                      |
| 2     | John F. Boyer House                          | weitere Bilder                               | 11. Aug. 1980 ID-Nr. 80004011 | 204 Newell St. 46° 3′ 45″ N, 118° 22′ 8″ W                                       | Walla Walla   | erbaut 1883, Victorian Stick Style                               |
| 3     | William Perry Bruce House                    |                                              | 20. Nov. 1975 ID-Nr. 75001878 | 318 Main St. 46° 16′ 7″ N, 118° 9′ 15″ W                                         | Waitsburg     | erbaut 1883 im Italianate-Stil                                   |
| 4     | Norman Francis Butler House                  | Norman Francis Butler House                  | 12. Nov. 1992 ID-Nr. 92001586 | 207 E Cherry St. 46° 4′ 16″ N, 118° 20′ 18″ W                                    | Walla Walla   | erbaut 1882, Queen-Anne-Stil                                     |
| 5     | Dacres Hotel                                 | Dacres Hotel                                 | 5. Nov. 1974 ID-Nr. 74001984  | 207 W Main St. 46° 3′ 56″ N, 118° 20′ 27″ W                                      | Walla Walla   | erbaut 1899                                                      |
| 6     | Dixie High School                            |                                              | 23. Juli 1981 ID-Nr. 81000593 | 10520 E Hwy. 12 46° 8′ 31″ N, 118° 8′ 55″ W                                      | Dixie         | erbaut 1921                                                      |
| 7     | Electric Light Works Building                | weitere Bilder                               | 4. Jan. 2012 ID-Nr. 11001013  | 111 N 6th Ave. 46° 3′ 55,7″ N, 118° 20′ 43,1″ W                                  | Walla Walla   | erbaut 1890                                                      |
| 8     | Fort Walla Walla Historic District           | Fort Walla Walla Historic District           | 16. Apr. 1974 ID-Nr. 74001985 | 77 Wainwright Dr. 46° 3′ 9″ N, 118° 21′ 31″ W                                    | Walla Walla   | Militärbetrieb bis 1910                                          |
| 9     | Green Park School                            |                                              | 8. Nov. 1990 ID-Nr. 90001604  | 1105 Isaacs Ave. 46° 4′ 28″ N, 118° 19′ 20″ W                                    | Walla Walla   | erbaut 1905                                                      |
| 10    | Johnson Bridge                               | Johnson Bridge                               | 16. Juli 1982 ID-Nr. 82004302 | Touchet North Rd 46° 7′ 22″ N, 118° 38′ 57″ W                                    | Lowden        | erbaut 1929, führt über den Touchet River                        |
| 11    | Kirkman House                                | Kirkman House                                | 27. Dez. 1974 ID-Nr. 74001986 | 214 N Colville St. 46° 4′ 13″ N, 118° 20′ 23″ W                                  | Walla Walla   | erbaut 1880                                                      |
| 12    | Liberty Theater                              | Liberty Theater                              | 29. Apr. 1993 ID-Nr. 93000358 | 50 E Main St. 46° 4′ 3″ N, 118° 20′ 10″ W                                        | Walla Walla   | erbaut 1917                                                      |
| 13    | Lower Snake River Archaeological District    |                                              | 29. Okt. 1984 ID-Nr. 84000471 | Adresse nicht veröffentlicht                                                     | Burbank       |                                                                  |
| 14    | George Ludwigs House                         | George Ludwigs House                         | 12. Apr. 1982 ID-Nr. 82004303 | 125 Newell St. 46° 3′ 50″ N, 118° 19′ 55″ W                                      | Walla Walla   | erbaut 1904                                                      |
| 15    | Marcus Whitman Hotel                         | Marcus Whitman Hotel                         | 30. Nov. 1999 ID-Nr. 99001461 | 107 N. Second Ave. 46° 4′ 10″ N, 118° 20′ 24″ W                                  | Walla Walla   |                                                                  |
| 16    | Memorial Building, Whitman College           | Memorial Building, Whitman College           | 3. Dez. 1974 ID-Nr. 74001987  | 345 Boyer Ave. 46° 4′ 16″ N, 118° 19′ 42″ W                                      | Walla Walla   |                                                                  |
| 17    | Miles C. Moore House                         |                                              | 13. Nov. 1989 ID-Nr. 89001949 | 720 Bryant 46° 3′ 22″ N, 118° 19′ 4″ W                                           | Walla Walla   | erbaut 1883                                                      |
| 18    | Northern Pacific Railway Passenger Depot     | Northern Pacific Railway Passenger Depot     | 6. Dez. 1990 ID-Nr. 90001862  | 416 N. Second Ave. 46° 4′ 15″ N, 118° 20′ 30″ W                                  | Walla Walla   |                                                                  |
| 19    | Osterman House                               | weitere Bilder                               | 19. Okt. 1983 ID-Nr. 83004274 | 508 Lincoln St. 46° 3′ 57″ N, 118° 19′ 31″ W                                     | Walla Walla   |                                                                  |
| 20    | Preston Hall                                 | Preston Hall                                 | 12. Jan. 1993 ID-Nr. 92001590 | 600 Main St. 46° 15′ 59″ N, 118° 9′ 12″ W                                        | Waitsburg     |                                                                  |
| 21    | Saturno-Breen Truck Garden                   |                                              | 1. März 1982 ID-Nr. 82004301  | E of College Place on Rt. 5 46° 3′ 4″ N, 118° 22′ 42″ W                          | College Place |                                                                  |
| 22    | Small-Elliott House                          | weitere Bilder                               | 1. März 1982 ID-Nr. 82004304  | 314 E. Poplar St. 46° 4′ 3″ N, 118° 19′ 50″ W                                    | Walla Walla   |                                                                  |
| 23    | U.S. Post Office – Walla Walla Main          | U.S. Post Office – Walla Walla Main          | 30. Mai 1991 ID-Nr. 91000660  | 128 N. Second St. 46° 4′ 6″ N, 118° 20′ 20″ W                                    | Walla Walla   |                                                                  |
| 24    | Waitsburg High School                        | Waitsburg High School                        | 25. Apr. 2001 ID-Nr. 01000431 | 421 Coopei St. 46° 16′ 1″ N, 118° 9′ 5″ W                                        | Waitsburg     |                                                                  |
| 25    | Waitsburg Historic District                  | Waitsburg Historic District                  | 31. März 1978 ID-Nr. 78002784 | Main St. 46° 16′ 19″ N, 118° 9′ 11″ W                                            | Waitsburg     |                                                                  |
| 26    | Walla Walla Public Library                   | weitere Bilder                               | 20. Nov. 1974 ID-Nr. 74001988 | 109 S. Palouse St. 46° 4′ 3″ N, 118° 19′ 44″ W                                   | Walla Walla   |                                                                  |
| 27    | Walla Walla Valley Traction Company Car Barn | Walla Walla Valley Traction Company Car Barn | 7. Dez. 1989 ID-Nr. 89002097  | 1102 W. Cherry 46° 4′ 4″ N, 118° 21′ 24″ W                                       | Walla Walla   |                                                                  |
| 28    | Washington School                            | Washington School                            | 21. Nov. 1991 ID-Nr. 91001737 | 501 N. Cayuse 46° 4′ 6″ N, 118° 21′ 2″ W                                         | Walla Walla   |                                                                  |
| 29    | Whitehouse-Crawford Planing Mill             | weitere Bilder                               | 3. März 2000 ID-Nr. 00000189  | 212 N. 3rd Ave. 46° 4′ 7″ N, 118° 21′ 0″ W                                       | Walla Walla   | erbaut 1904                                                      |
| 30    | Whitman Mission National Historic Site       | Whitman Mission National Historic Site       | 15. Okt. 1966 ID-Nr. 66000749 | 9,7 km westlich von Walla Walla (Ausfahrt U.S. 410) 46° 2′ 24″ N, 118° 27′ 41″ W | Walla Walla   | → protestantische Missionare Marcus Whitman und Narcissa Whitman |
| 31    | Windust Caves Archaeological District        |                                              | 29. Okt. 1984 ID-Nr. 84000479 | Adresse nicht veröffentlicht                                                     | Windust       | Ausgrabungsstätte Windust Caves (Signatur 45-FR-46)              |
| 32    | YMCA Building – Walla Walla                  |                                              | 2. Feb. 2015 ID-Nr. 14001245  | 28 S. Spokane Street 46° 4′ 4,9″ N, 118° 20′ 8″ W                                | Walla Walla   |                                                                  |